# Escola Técnica das Forças Armadas
A Escola Técnica das Forças Armadas (em sueco: Försvarsmaktens tekniska skola; com a sigla FMTS) é uma unidade das Forças Armadas da Suécia, sediada em Halmstad, no Sul da Suécia.

Está vocacionada para instruir o pessoal militar sobre todo o material técnico utilizado pelas Forças Armadas da Suécia, assim como contribuir para o desenvolvimento técnico da especialidade, participar na produção, inspeção e manutenção de equipamento técnico militar e organizar unidade de guerra neste ramo de atividades.                        
Além disto, a escola forma pessoal de salvamento aéreo, remoção de munições, direção de tráfego aéreo e serviço de segurança.

Nesta base é igualmente ministrada instrução a pessoal militar de outros países, que lida com equipamentos técnicos suecos, como por exemplo o caça JAS 39 Gripen e o carro de combate Stridsvagn 122. 

O pessoal deste estabelecimento de ensino é constituído por 1 250 efetivos - estacionados em 23 localidades da Suécia – incluindo oficiais profissionais, militares em serviço permanente e funcionários civis.